# Winthemia cruentata
Winthemia cruentata är en tvåvingeart som först beskrevs av Camillo Rondani 1859.  Winthemia cruentata ingår i släktet Winthemia och familjen parasitflugor. Arten är reproducerande i Sverige. Inga underarter finns listade i Catalogue of Life.